# Rumex pseudonatronatus
Rumex pseudonatronatus là một loài thực vật có hoa trong họ Rau răm. Loài này được (Borbás) Murb. miêu tả khoa học đầu tiên năm 1899.